# 丁晏

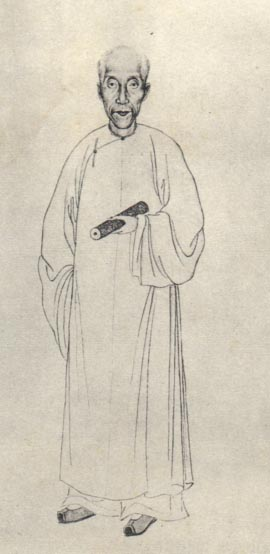
丁晏

丁晏（1794年—1875年），字俭卿，号柘唐、柘塘，江苏山阳县人，清中後期經學家。

## 生平
乾隆五十九年（1794年），生于淮安城里大沟巷本宅，六岁启蒙，嗜讀書，朱湘很看重他，將女兒嫁他。十七歲结识潘德舆。漕督阮元督察郡学，以“汉易十五家发策”质学子，丁晏“草万余言上之，分条析派，博而有要”，阮元十分赞赏。汪廷珍称赞丁晏“气平心细，识见明确，当今豪杰之士也。”道光元年举人，後由“举人大挑得教谕，不谒选”。官至內閣中書。晚年主讲于丽正书院。咸丰十年（1860年），因平定捻军有功，晏端上书保荐，赏戴花翎。同治三年（1864年），漕督吴元炳又奏保“赏二品封典，诰授通奉大夫”。十年与何绍基主持《重修山阳县志》、《淮安艺文志》修纂。光绪元年（1875年），病逝，墓葬淮安石圹吕庄。

## 著作
著有《尚书余论》2卷、《石亭紀事續編》2卷。編有《颐志齋叢書》二十二種。又刊刻骆腾凤的数学著作《艺游录》，“遗稿凡十余万言，俱手自缮写”。
他在咸丰初年写成《左氏纂注》，后改名为《左传杜解集正》。民国初年刊行。

## 家族
八世祖丁国信，原籍山东济南。

## 延伸阅读
[在维基数据编辑]
 《清史稿·卷482》，出自趙爾巽《清史稿》